# Латинізація української мови

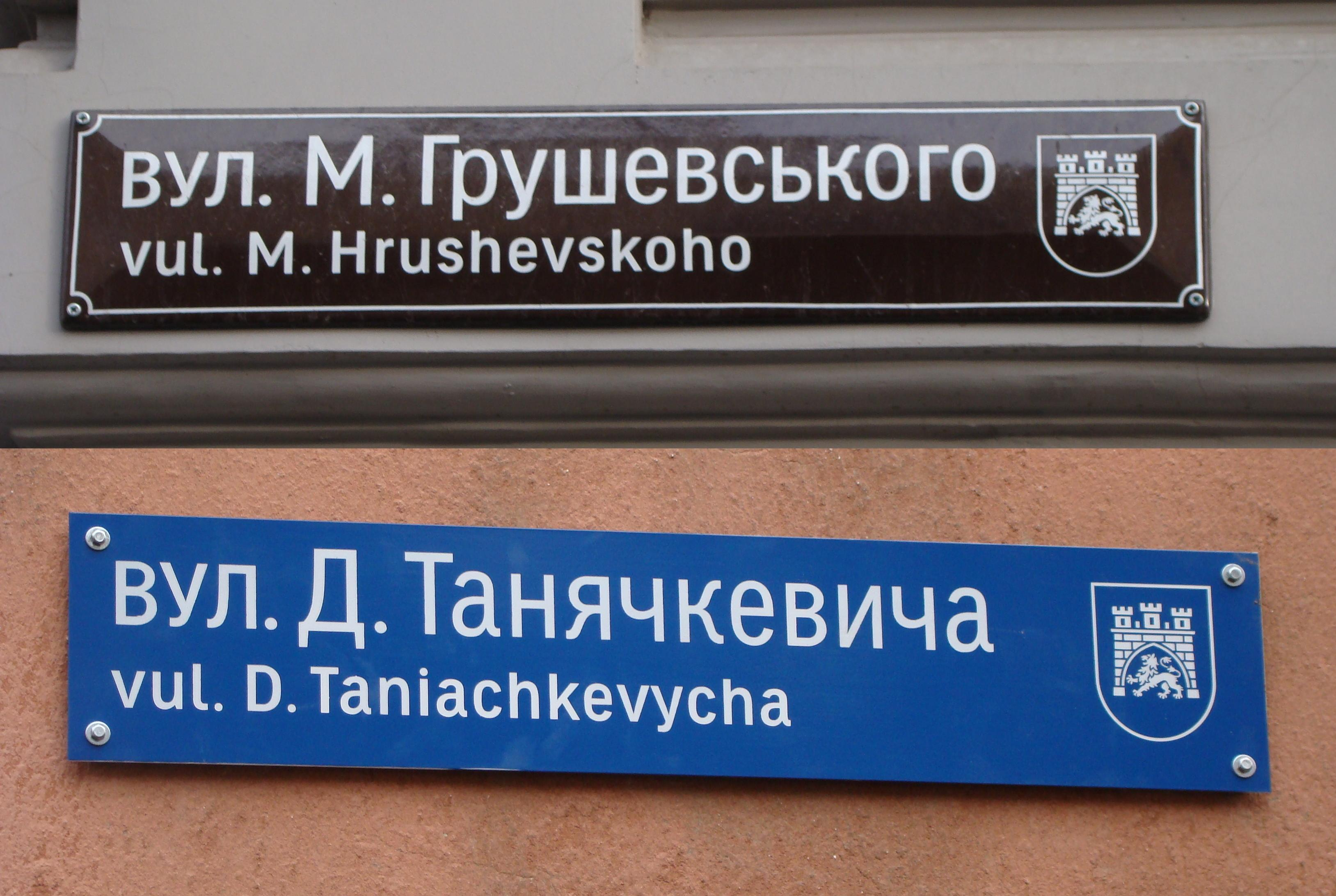
Сучасні таблички з назвами вулиць у Львові: поруч із кирилицею використано державний стандарт латинізації.

Латиніза́ція украї́нської мо́ви — система заходів з установлення процедури та впровадження норм передачі тексту й окремих слів української мови латиницею відповідно до правил транслітерації.

## Зведена історія впорядкування
Українська комісія з питань правничої термінології, спираючись на подання Інституту української мови НАН України, 19 квітня 1996 року затвердила нормативну таблицю для відтворення українських власних назв засобами англійської мови у законодавчих та офіційних актах.
Це було реакцією на рішення Фахової колегії Держстандарту України від 18 жовтня 1995 року, яка визнала роботу Інституту української мови над цією таблицею незадовільною і припинила фінансування теми.
Кабінет міністрів України у 2007 році при затвердженні технічного опису та зразка бланка паспорта громадянина України для виїзду за кордон не керувався чинним стандартом та зобов'язав використовувати в паспортах нового зразка свою оригінальну транслітерацію, відмінністю якої є передача українських літер Г та Ґ літерою G, літер І, Ї та Й літерою I латиниці, а також однотипна заміна Є, Ю, Я.
27 січня 2010 року Кабінет Міністрів України постановою № 55 удосконалив таблицю транслітерації українського алфавіту латиницею. Так, зокрема Г слід передавати літерою Н, а Ґ — G. 
29.07.2014 року Міністерство аграрної політики та продовольства України наказом № 282 затвердило перелік назв одиниць адміністративно-територіального устрою України та їхніх центрів українською мовою і латиницею.
| Українська кирилиця | ISO 9 | Українська географічна (УКППТ 1996) | Українська паспортна (КМУ 2010) | WWS     |
| ------------------- | ----- | ----------------------------------- | ------------------------------- | ------- |
| А а                 | A a   | a                                   | a                               | [a]     |
| Б б                 | B b   | b                                   | b                               | [b]     |
| В в                 | V v   | v                                   | v                               | [w ~ v] |
| Г г                 | G g   | h*                                  | h*                              | [ɦ]     |
| Ґ ґ                 | ģ     | g                                   | g                               | [ɡ]     |
| Д д                 | D d   | d                                   | d                               | [d]     |
| Е е                 | E e   | e                                   | e                               | [e]     |
| Є є                 | Ê ê   | ie, ye*                             | ie, ye*                         | [je, e] |
| Ж ж                 | Ž ž   | zh                                  | zh                              | [ʒ]     |
| З з                 | Z z   | z                                   | z                               | [z]     |
| И и                 | I i   | y                                   | y                               | [ɪ]     |
| І і                 | Ì ì   | i                                   | i                               | [i]     |
| Ї ї                 | Ï ї   | i, yi*                              | i, yi*                          | [ji]    |
| Й й                 | J j   | i, y*                               | i, y*                           | [j]     |
| К к                 | K k   | k                                   | k                               | [k]     |
| Л л                 | L l   | l                                   | l                               | [l]     |
| М м                 | M m   | m                                   | m                               | [m]     |
| Н н                 | N n   | n                                   | n                               | [n]     |
| О о                 | O o   | o                                   | o                               | [o]     |
| П п                 | P p   | p                                   | p                               | [p]     |
| Р р                 | R r   | r                                   | r                               | [r]     |
| С с                 | S s   | s                                   | s                               | [s]     |
| Т т                 | T t   | t                                   | t                               | [t]     |
| У у                 | U u   | u                                   | u                               | [u]     |
| Ф ф                 | F f   | f                                   | f                               | [f]     |
| Х х                 | H h   | kh                                  | kh                              | [x]     |
| Ц ц                 | C c   | ts                                  | ts                              | [t͡s]    |
| Ч ч                 | Č č   | ch                                  | ch                              | [t͡ʃ]    |
| Ш ш                 | Š š   | sh                                  | sh                              | [ʃ]     |
| Щ щ                 | Šč šč | sch                                 | shch                            | [ʃt͡ʃ]   |
| Ь ь                 | ´     | '                                   | <не транслітерується>           | [-]     |
| Ю ю                 | Û û   | iu, yu*                             | iu, yu*                         | [ju, u] |
| Я я                 | Â â   | ia, ya*                             | ia, ya*                         | [ja, a] |
| '                   | '     | '                                   | <не транслітерується>           | [-]     |

* Примітки щодо української паспортної (КМУ, 2010) транслітерації: 1) літеросполучення «зг» відтворюється латиницею як «zgh» (наприклад, Згорани — Zghorany, Розгін — Rozghin) на відміну від «zh» — відповідника української літери «ж»; 2) там, де подано два варіанти, другий вживається на початку слова, а перший — у будь-якій іншій позиції.